# Sydlig halmstekel
Sydlig halmstekel (Cephus pygmeus) är en stekelart som först beskrevs av Carl von Linné 1767.  Cephus pygmeus ingår i släktet Cephus, och familjen halmsteklar. Arten är reproducerande i Sverige.